# ベイビーズ - いのちのちから -
『ベイビーズ - いのちのちから -』（原題（仏語）Bébés、英題 Babies）は、2010年に製作・公開されたフランス映画。アメリカ合衆国、ナミビア、モンゴル、日本で生まれた4人の赤ちゃんの1年間に密着したドキュメンタリー映画。
日本では2012年に公開された。

## スタッフ
- 監督：トマス・バルメス
- 原案：アラン・シャバ

## エピソード
ナレーションもセリフもなく4人の赤ちゃんが育っていく様子を対比させており、製作会社フォーカス・フィーチャーズのCEOは「この映画はうちの配給作のなかで最も風変わりな映画だ」とトマス・バルメス監督に述べたとされており、また、監督自身も「私がこれまでに撮った作品のなかでも最も風変わりな作品」と語っている。